# Повінь у Японії (2018)
Повінь у Японії в липні 2018 року — стихійне лихо в Японії, що сталося в липні 2018 року через інтенсивні грозові дощі і, як результат, різке підняття рівня води.

## Перебіг подій
З 29 червня по 4 липня 2018 року на південний захід Японії обрушився тайфун Прапурі, що спричинив рясні зливи, які 7 липня спровокували повені, руйнівні селі та затоплення окремих районів.
Зважаючи на рекомендацію Японського метеорологічного агентства, 5 липня було оголошено про евакуацію для понад 4 млн жителів південно-західної Японії. Однак деякі жителі проігнорували екстрені повідомлення й залишилися у своїх будинках.
У ніч із 6 на 7 липня у місті Мотояма опади сягнули 583 мм. Загинуло понад 50 осіб.
7 липня було зупинено залізничне сполучення Санйо-сінкансен.
8 липня прем'єр-міністр Японії Сіндзо Абе сказав, що допоможе потерпілим та докладе зусиль для зменшення наслідків від катастрофи, також закликав провести нараду з питань надзвичайних ситуацій, уперше після землетрусів у префектурі Кумамото 2016 року.
Станом на 9 липня повідомлялось про загибель 119 людей, декілька з них були накриті зсувами ґрунту; понад 50 було визнано пропалими безвісти. До рятувальних робіт було залучено 54 тис. осіб.
Станом на 10 липня повідомлялося про загибель 140 людей.

На 14 липня число загиблих зросло до 204 осіб, а зниклих безвісти — лише 24 особи; за даними FDMA кількість загиблих становить 197, зниклих — 49 особи. До рятувальних робіт було залучено близько 73 тис. членів Сил самооборони, рятувальників, представників берегової охорони та поліції.

## Рятувальні роботи
До рятувальних робіт залучено Сил самооборони, рятувальників, представників берегової охорони та поліції. Рятувальники використовували човни та вертольоти, соціальні мережі та перевіряли кожен будинок для допомоги потерпілим.

## Наслідки

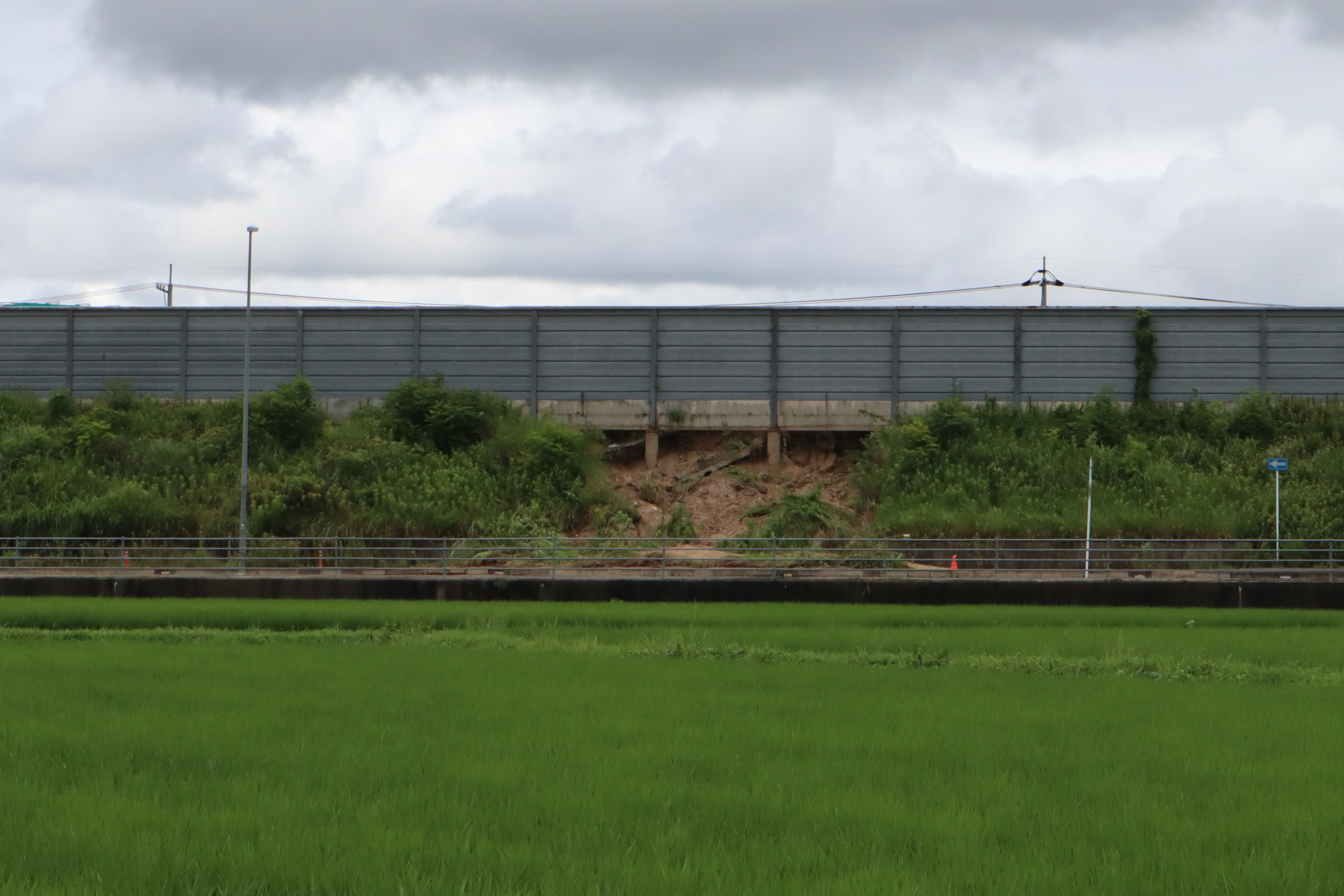
Зруйноване національне шосе № 2 в префектурі Хіросіма

Повідь класифікується як наймасштабніша у Японії за декілька десятиліть. Кількість смертей, зареєстрованих у 12 префектурах, є найбільшою після поводі 1982 року в префектурі Нагасакі, коли загинуло 299 людей.
Відомо про пошкодження майже 270 тис. будівель, у частині країні припинено залізничні сполучення, пошкоджено зсувом автомагістраль Кюсю та кілька інших автомагістралей. Для безпеки працівників тимчасово зупинили роботу заводи Mazda Motor, Daihatsu Motor, Toyota Motor у Кіото, Хіросімі та Ямагуті. Понад 180 тис. сімей залишились без електрики.
Префектура Хіросіма повідомила про найбільшу смертність — 47 осіб. Смертність в інших префектурах: Ехіме — 27 осіб; Окаяма — 36 осіб; Ямагуті, Кіото, Гіфу, Сіга, Коті, Фукуока — 14.
| 197                                          | 49 | 47 | 171 | 212 | 163 | 574 | 26 511 | 46 |
| Джерело: Fire and Disaster Management Agency |    |    |     |     |     |     |        |    |

За словами Суга, уряд Японії виділив на допомогу постраждалим районам близько 65 млн доларів.

## Міжнародна допомога
Тайвань оголосив, що надасть допомогу в розмірі 20 млн єн для ліквідації наслідків катастрофи.
9 липня ізраїльська організація гуманітарної допомоги «IsraAID» відправила команду в західну Японію для надання екстреної та медико-психологічної допомоги постраждалим.